# Corina-Isabela Peptan
Corina Isabela Peptan (nascuda el 17 de març de 1978) és una jugadora d'escacs romanesa, que té el títol de Gran Mestre Femení (WGM) des de 1995. Ha estat vuit cops Campiona femenina de Romania.
A la llista d'Elo de la FIDE del desembre de 2015, hi tenia un Elo de 2421 punts, cosa que en feia el jugador número 24 de Romania, i la jugadora (femenina) número 1 (en actiu) del país. El seu màxim Elo va ser de 2485 punts, a la llista de juliol de 2003 (posició 749 al rànquing mundial). Aquest Elo, el màxim de la seva carrera, és també el màxim Elo mai assolit per una jugadora de Romania.

## Resultats destacats en competició
Peptan ha estat Campiona del món per edats en totes les categories de noies: Sub-10 a Timişoara, Romania, 1988, Sub-12 a Fond du Lac, Estats Units, 1990, Sub-14 a Varsòvia, Polònia, 1991, i Sub-18 a Guarapuava, Brasil, 1995.
El 2001 va guanyar el VI Magistral (femení) Vila de Benasc.
Ha estat Campiona femenina de Romania el 1994, 1995, 1997, 2000, 2004, 2007, 2008, 2009 i 2014.
Els seus resultats en el Campionat del món femení inclouen: uns quarts de final a Nova Delhi 2000; 3a ronda a Moscou 2001, i 2a ronda a Elistà 2004.

### Participació en competicions per equips
Va formar part de l'equip femení romanès que va obtenir la medalla de bronze al 3r Campionat d'Europa d'escacs per equips a Batumi 1999
Peptan ha jugat representant Romania a les Olimpíades d'escacs de 1992, 1994, 1996, 1998, 2002, 2004, 2006 i 2008 (8 cops). Va guanyar una medalla d'argent al tercer tauler a Moscou 1994 i una medalla de d'argent al segon tauler a Calvià 2004.